# 大紅袍 (中藥)
大紅袍，为豆科秔子梢属植物毛秔子梢，以根入药。秋季挖根，洗净切片晒干。
大紅袍為小灌木，高约1米，通体均被锈色硬毛。根直而长，可达50厘米，常有锈色油点，断面带浅红色。茎直立，枝有棱。三出复叶互生。夏秋开花，总状花序腋生或聚成顶生的圆锥花序，蝶形花冠紫红色。荚果斜卵形，仅一荚节，被贴生长柔毛，紫色网脉明显。种子长圆形。
大紅袍也是一種中藥，性微苦，涩、温，《全国中草药汇编》有記載。